# Coronel Barros
Coronel Barros es un municipio brasileño del estado de Rio Grande do Sul.
Se encuentra ubicado a una latitud de 28º22'59" Sur y una longitud de 54º03'56" Oeste, estando a una altitud de 311 metros sobre el nivel del mar. Su población estimada para el año 2004 era de 2.466 habitantes.
Ocupa una superficie de 161,84 km².
- Datos: Q600835
- Multimedia: Coronel Barros / Q600835